# Чеканово (Алтайский край)
Чека́ново — посёлок в Третьяковском районе Алтайского края. Входит в состав Корболихинского сельсовета.

## История
Основан в 1870 году. В 1928 году деревня Чекановка состояла из 60 хозяйств, основное население — украинцы. Находилась в составе Лифляндского сельсовета Змеиногорского района Рубцовского округа Сибирского края.

## Население
| 1926 | 1997 | 1998 | 1999 | 2000 | 2001 |
| ---- | ---- | ---- | ---- | ---- | ---- |
| 379  | ↘4   | ↘3   | ↗4   | ↗8   | →8   |
| 2002 | 2003 | 2004 | 2005 | 2006 | 2007 |
| ↗23  | ↘10  | ↗11  | ↘8   | ↘6   | →6   |
| 2008 | 2009 | 2010 | 2011 | 2012 | 2013 |
| →6   | ↘2   | ↗4   | →4   | →4   | ↘3   |